# Sławomir Nitras
Sławomir Witold Nitras, né le 26 avril 1973 à Połczyn-Zdrój, est un homme politique polonais, politologue, membre de la Plate-forme civique. Il est député député européen de 2009 à 2014 et député à la Diète de la république de Pologne de 2005 à 2009 et de nouveau à partir de 2015.

## Biographie
En 1998, il est diplômé de science politique de la faculté des sciences humaines de l'université de Szczecin. Dans les années 1997-1998, il est assistant à l’Institut de sciences politiques et de philosophie de l’université de Szczecin.
De 1998 à 1999, il est directeur de cabinet du voïvode de Koszalin. Durant les années 1999-2002, il est membre du conseil d’administration des mines de minerai « Kruszywa Koszalin S.A. ».
Entre 1998 et 2002, il est membre du Parlement régional (Diétine) de voïvodie de Poméranie-Occidentale (représentant de l'Alliance électorale Solidarité ). Lors des élections parlementaires de 2005, il est élu député du district de Szczecin au Parlement polonais, sous les couleurs de la Plate-forme civique. En 2007, il est réélu avec 65 993 voix (le meilleur résultat individuel du district). Au cours de ces deux législatures, il est membre de la commission du Trésor ; au cours de la sixième législature, il est également membre de la commission de l’économie et de la commission extraordinaire « État bienveillant ».
En 2009, il est élu au Parlement européen dans le district de Gorzow, étant le premier sur la liste électorale il obtient 107 413 voix. Au Parlement européen, il siège au sein du Groupe Populaire Européen (Démocrates-Chrétiens). Il y est membre de la commission des affaires économiques et monétaire et de la délégation de coopération parlementaire UE - Russie. En 2014, il n'est pas candidat à sa réélection. Le 2 décembre 2014, il devient le conseiller principal du cabinet politique de la Première ministre Ewa Kopacz. Lors des élections législatives de 2015, il devient député de la Diète par 20 930 voix. Il est le président de la délégation de la Diète et du Sénat de la Pologne à l'Assemblée parlementaire de l'OSCE .
De 1991 à 1993, il est membre de l'Union de la politique réelle, et de 1996 à 2001 du Groupe populaire conservateur. Depuis 2001, membre de la Plate-forme civique et de son bureau national. Depuis 2003, Président du bureau de la Plate-forme civique à Szczecin, et depuis 2006 vice-président du bureau régional de voïvodie de Poméranie-Occidentale.

## Sources
- Fiche sur le site Web du Parlement européen
- Site parlementaire du député pour la sixième législature